# NGC 791
NGC 791 (również PGC 7702 lub UGC 1511) – galaktyka eliptyczna (E), znajdująca się w gwiazdozbiorze Ryb. Została odkryta 3 grudnia 1861 roku przez Heinricha Louisa d’Arresta.